# Гумёшевский рудник
Гумёшевский медный рудник (Медная гора, Гумешки; от стар. гуменце — невысокий пологий холм) — горнорудное предприятие, расположенное в городе Полевском Свердловской области, на одном из старейших на Урале медных месторождений. В XVIII веке Гумёшевский рудник приобрёл всемирную известность как основной поставщик зелёного поделочного камня — малахита (карбоната меди), и являлся крупнейшим в то время в Российской империи месторождением медных руд на Среднем Урале. К середине XX века был выработан.
Гумёшевский рудник фигурирует в сборнике уральских сказов «Малахитовая шкатулка» П. П. Бажова. В нём обитает Хозяйка Медной горы.

## Географическое положение
Рудник разработан на медном месторождении, расположенном в верховьях реки Чусовой, между рекой Полевой и рекой Железянкой, в 4 верстах от Полевского завода, в 52 верстах к юго-западу от города Екатеринбурга. Месторождение расположено на горе Медной, окружено болотами.

## История

### Древняя история
История рудника началась ещё в эпоху бронзы и продолжалась в период раннего железного века. С середины II тысячелетия до н. э. здесь разрабатывалась мощная зона окисления медных руд (до 30-35 метров). Работы продолжались с перерывами на протяжении многих веков. В шахтах многократно находили следы древних работ и остатки орудий древних рудокопов — народа чуди («чудские копи»).
Рудные гнёзда были расположены между плотным белым крупнозернистым известковым камнем или между глинистым шифером и имели толщину в 12,8-17,1 метров и в 8,5-10,7 метров. Руда добывалась из тальковатой глины, проникнутой медной зеленью и синью, и содержала 4-5 % меди, а в XIX веке добывалась руда с содержанием в 2-3 % меди. Руда включала в себе частицы малахита, самородной меди, бурый железняк, медный колчедан, красная медная руда, брошантит и кварц.

### Открытие месторождения в XVIII веке
В 1702 году Гумёшевское месторождение было открыто заново крестьянами Арамильской слободы Сергеем Бабиным и Козьмой Сулеевым. Как писал Н. К. Чупин на основе архивных источников, руда не разрабатывалась. В то же время E. H. Черных и Б. B. Меньшиков в «Горной энциклопедии» указывают, что «в 1709 году началась промышленная разработка руды, которую отправляли на Уктусский завод, а затем и на Екатеринбургский завод, a в 1718 на Полевский медеплавильный завод»; но это не может соответствовать истине, ибо Екатеринбургский и Полевской заводы заработали только в 1723 и 1724 годах соответственно.
В 1713 и 1716 была произведена разведка месторождения. В октябре 1713 года управитель Уктусского казённого завода комендант Семён Дурнов по указу Сибирского губернатора князя Гагарина отправил плавильщика Аврамова и двух рудокопных мастеров Уктусского завода осмотреть медные месторождения. Гумёшевское месторождение было признано неперспективным, а пригодным на реке Полевой на горе и на речке Шиловке. Однако в начале 1716 году Сергей Бабин повторно демонстрирует пробу и руду с Гумёшевского рудника князю Гагарину, а в апреле 1716 года посланный на место рудничный мастер Огнев с С.Бабиным и с рабочими Уктусского завода, с 10 вооружёнными драгунами, провёл разведку медного месторождения. В августе 1717 года Иван Бухвалов с подьячим, работниками Уктусского завода и 70 драгунами осмотрели месторождение и повторно пришли к выводу о бесперспективности данного месторождения.

### Разработка
В мае 1719 года была начата разработка Полевского медного рудника, был построен ряд шахтёрских строений. Но они были сожжены башкирами, считавшими эти земли своими и запретившими в дальнейшем строиться здесь.
В декабре 1720 года башкирцам было отправлено из сената послание Петра I, приказавшего обустроить местность и наказать башкирам смириться. В указе Петра I рудник был назван «заводом», что связано со смешением этих терминов в старину, и, возможно, это повлияло на разночтения в датах основания завода и рудника в современных источниках. Место для строительства нового завода выбирал лично В. Н. Татищев, а Г. В. де Геннин докладывал императору о том, что на речке Полевой построена «плотина и при ней рудопереплавные, и обжигательные, и прочие фабрики». С июля 1723 года началась активная разработка месторождений Поповского а отчасти Гумёшевского, медная руда Гумёшевского рудника ввозилась на Уктусский и построенный в этом же году Екатеринбургский заводы.
В 1724 году был основан Полевской медеплавильный завод для обработки руды из расположенных в округе богатых месторождений меди. Основным поставщиком медного сырья был Гумёшевский рудник.
Рудник и завод дали жизнь посёлку, будущему городу Полевскому.
В 1758 году с открытием мощных залежей окисленной меди Гумёшевское месторождение стало самым крупным в то время месторождением медных руд на Среднем Урале. На руднике в конце XVIII века работало около 500 рабочих.
В 1770 году Гумёшки посетил профессор Императорской академии наук П. С. Паллас, который оставил подробное описание рудника, двух видов малахита, а также сообщал, что на руднике горными работами были заняты 200 человек, вспомогательными работами — 150 человек, а также более 100 приписных крестьян в зимний период.
В 1871 году сильными потоками подземных вод рудник стал затопляться, добыча руды была полностью прекращена в 1872 году, а к 1876 году рудник полностью затоплен. В 1872—1907 годах на месторождении производилась сортировка и промывка руд из старых отвалов (до 1917 года). На этих работах было занято около 200 человек.

### Гумёшевский медеизвлекательный завод
В начале XX века на руднике был построен гидрометаллургический завод для извлечения меди из окисленных руд. Гумёшевский медеизвлекательный завод перерабатывал отвальную руду сернокислотным выщелачиванием с последующим извлечением меди из раствора цементацией. Завод действовал в 1908—1919 годах. В 1919 году завод сгорел и более не восстанавливался.

### Полевской сернокислотный завод
В 1907 году для разработки Зюзельского серноколчеданнокобальтового месторождения был построен Полевской сернокислотный завод (позже на этом месте возник Полевской криолитовый завод). Отходы производства складировались в отработанные карьеры и шахты «Георгиевская» и «Английская».

### 1920-е — 1960-е годы
В 1926—1930 годах Гумёшевский рудник находился в концессии английской компании «Лена Гольдфилдс», которая возобновила добычу в Зюзельском руднике (в 1927—1928 годах было добыто медного колчедана 2,1 млн пудов).
В 1934 году Дегтярская геолого-разведочной контора «Цветметразведки» начала проводить разведку коренных сульфидных руд. В начале 1938 года началось поисковое бурение в районе старых шахт, где была обнаружена рудная скарновая залежь до 20 метров мощности при хорошем содержании меди. В 1939 году началась проходка горных выработок на шахте «Южная».
Во время Великой Отечественной войны в начале 1942 года рудник был законсервирован.
В 1950 году по проекту института «Унипромедь» начались работы по восстановлению рудника с проектной производительностью в 300 тысяч тонн руды в год. Началось строительство шахты «Капитальная», было образовано Гумёшевское рудоуправление.
3 декабря 1959 года, после реконструкции, первая очередь рудника была принята в эксплуатацию.
В 1961 году впервые применена щитовая система добычи руды, а в 1963 году запущены гибкие искусственные перекрытия. В 1965 году применён на проходке вертикальных выработок комплекс КПВ, а при креплении выработок — клиновые и железобетонные штанги и набрызгбетон.

### Дегтярское рудоуправление
С апреля 1970 года Гумёшевский рудник вошёл в Дегтярское рудоуправление. В 1994 году рудник был опять закрыт и водоотлив был прекращён. К 2001 году рудник был полностью затоплен.

### Русская медная компания
В 2005 году Русская медная компания создала предприятие «Уралгидромедь» начав опытно-промышленную добычу меди методом подземного выщелачивания.

## Оборудование рудника
Под руководством изобретателя-гидротехника Козьмы Фролова на руднике в 1750-х годах была сооружена гидросиловая установка протяжённостью более километра — от плотины Штанговского пруда до рудника. С помощью этой установки энергия вращаемого водой колеса передавалась, с помощью штанг, к насосам водоотлива и барабанам подъёмных установок шахт. И к 1850 году водоотлив из шахт также производился штанговой машиной, передающей энергию вращавшегося водяного колеса через штанги на 1 километр в шахту, где поворотным механизмом — копер-бенбротом — преобразовывалась с горизонтального движения на вертикалтмильное и подавалась к водоотливным насосам и подъёмным барабанам шахт.
Английским механиком Иосифом Гиллем в 1793 году совместно с Павлом Фроловым (сыном К. Фролова) на Гумёшевском руднике была сооружена первая на Урале паровая машина для подъёма воды из шахты.
В 1898 году на плотине Штангового пруда построили первую гидроэлектростанцию, которая снабжала электроэнергией Полевской завод.
По данным И. П. Фалька от 1772 года, шахта рудника была в глубину — 38,4 метра, а штольни в длину — 853,4 метра, действовали две «рудодобывательные» шахты, содержание меди — 4—5 %. По данным берг-инспектора И. Е. Томилова от 1808 года, на руднике были активны три шахты: Даниловская, Ивановская с глубиной в 51,2 метра, находившиеся в глинистой породе, и Федоровская с глубиной в 59,7 метра, расположенная в глинистых и песчаных пластах. В 1835 году, по данным Х. Х. Томпсона, шахта достигла глубины 81,1 метра, длина штольни — 1280,2 метра, в ширину — 128—170,7 метра. Содержание меди снизилась до 2—3 %. В конце 1850-х годах на руднике действовали 6 шахт: Аннинская, Покровская, Евдокиевская, Васильевская, Николаевская, Прокопьевская. Глубина шахт Аннинской и Покровской доходила до 104,5—110,9 метров. К концу 1860-х годов глубина шахты достигла отметки в 170,7 метров, в шахты усилился приток воды, с которым становилось все труднее справиться.

## Продукция
Из руды рудника в конце XVIII века ежегодно выплавляли 450—480 тонн меди. В конце XVIII века добыча руды достигала 1 миллион пудов в год, а выплавка меди на Полевском заводе до 30 тысяч пудов в год.
Образцы руд и минералов Гумёшевского месторождения вошли в минералогические коллекции крупнейших музеев мира. Пуд гумёшевского малахита продавался по цене 300—500 рублей, а в начале XIX века — от 1000 до 4000 рублей.
Во второй половине XVIII века Гумёшевский рудник приобрёл всемирную известность как основной поставщик изумительного по красоте и рисунку зелёного поделочного камня — малахита. Гумёшевский малахит являлся самым качественным и использовался для изготовления чудесных ювелирных украшений. Этим малахитом отделаны залы Зимнего и Версальского дворцов, Исаакиевского собора. В 1775 году на руднике была добыта малахитовая глыба массой в 2,72 тонн. А её часть в 1504 килограмма была подарена в 1789 году Екатерине II, которая передала его в минералогический музей Санкт-Петербургского горного института, где и хранится по настоящее время.
Добыча малахита в 1814 году составила 504 пудов, в 1826 году — 624,5 пудов, в 1834—1854 годах только 400 пудов.
Добыча медной руды в 1860 году было 1,4 миллион пудов, в 1861 году — 1,5 млн пудов.

## Собственники
С момента основания в 1709—1757 годах рудник находился в казне. В 1757 году рудник был передан купцу А. Ф. Турчанинову. В 1832—1870 годах был в собственности П. Д. Соломирского (внука А. Ф. Турчанинова), в 1870—1912 годах в собственности Дмитрия Павловича Соломирского (сына П. Д. Соломирского). В 1912—1917 годах в собственности акционерного общества «Сысерть Компании Лимитед». В 1925—1930 годах рудник был в концессии английской компании «Лена Голдфилдс Лимитед».

## В литературе
Гумёшевский рудник фигурирует в сборнике уральских сказов «Малахитовая шкатулка» П. П. Бажова. В нём живёт Хозяйка Медной горы.
В 1930-х годах П. П. Бажов годах описывал свои первые впечатления о «Медной горе» при переезде в Полевской в 1890-х годах:

Отец скупо объяснял:
— Да рудник же это. Малахит раньше там добывали. Только работали не вскрышей, как вот на Григорьевском либо на Каменной горке, а шахтами, как на Скварце. Видал ведь? Теперь эти шахты затопило. В забросе рудник, а говорят — малахиту там ещё много осталось. […]
Все-таки больше всего меня обманула Медная гора. Подъезжая к Полевскому заводу, я первым делом искал глазами эту Медную гору, которую так ясно представлял. Кругом завода было много обычных для Урала, покрытых хвойным лесом гор, но Медной горы не было. […]
Когда же через несколько дней увидел Гумёшки вблизи, то чуть не расплакался от обиды. Никакой горы тут вовсе не оказалось. Было поле самого унылого вида. На нём даже трава росла только редкими кустиками. На поле какие-то полуобвалившиеся загородки из жердей да остатки тяговых барабанов над обвалившимися шахтами. Возвратившись с Гумёшек, с азартом стал «уличать» отца в обмане, но отец спокойно повторял свое прежнее объяснение:
— Я же говорил, что рудник это. Медную руду добывали. Значит, гора и есть. Всегда руду из горы берут. Только иная гора наружу выходит, а иная в земле.— Бажов П. П. У старого рудника : часть II // Уральские сказы